# Rikta Kommunikation
Rikta Kommunikation var en PR- och kommunikationsbyrå som var verksam under åren 1991-1999.  
Rikta startades av Mattias Berg, Jan Ferlin och Peter Erikson (författare till boken Planerad Kommunikation), som även var huvudägare i bolaget till slutet. Byrån avvecklades efter Sydafrikasatsningen 1999 som slutade med en utdragen rättsprocess mot Sveriges regering. Rikta bestod på slutet av ett 80-tal medarbetare med kontor i Stockholm, Göteborg och Malmö i Sverige samt Köpenhamn i Danmark.